# 本多弘之
本多 弘之（ほんだ ひろゆき、1938年〈昭和13年〉7月12日 - ）は、真宗大谷派僧侶・仏教学者。専攻は真宗学。元大谷大学助教授。真宗大谷派講師。2017年現在、真宗大谷派東京教区第一組臨川山本龍寺住職、親鸞仏教センター所長、真宗大谷派董理、学仏道場相応学舎講師、朝日カルチャーセンター新宿教室講師、中村元東方研究所講師。

## 略歴
- 1938年（昭和13年）、満洲国三江省[注釈 2]樺川県弥栄村[6]（現、中華人民共和国黒竜江省ジャムス市樺南県孟家崗鎮）に生まれる。
- 1961年（昭和36年）、東京大学農学部林産学科を卒業する。
- 1966年（昭和41年）、大谷大学大学院を修了、大谷大学助手に就任する。
- 1976年（昭和51年）、大谷大学助教授に就任する。
  - 1982年（昭和57年） - 師と仰ぐ安田理深が死去する（満81歳）。
- 1983年（昭和58年）、大谷大学助教授を辞任する。『安田理深選集』（全22巻、文栄堂）の編集責任に当たる。選集の編集会議に毎月出席することを機に、安田理深の妻である安田梅より「学仏道場相応学舎」の継続を請われる。相応学舎に掛けられた願いを受け継ぐことを念頭に講ずる。それが「学仏道場相応学舎」として継続することとなり、本多も出講している（2012年現在、開講中）。
- 1984年（昭和59年）、「教区会館[注釈 3]」を会場に開催された「親鸞講座」の講師に就任する。2017年10月現在、東京都文京区本郷にある東京大学仏教青年会ホールを会場に「本郷親鸞講座」として開催されている。
- 1986年（昭和61年）、東京都台東区今戸にある「臨川山本龍寺」の住職に就任する。
- 2001年（平成13年）、東京都文京区にある真宗大谷派の研究交流施設「親鸞仏教センター」の所長に就任する。
- 2001年11月27日、東京国際フォーラムにて親鸞仏教センター主催公開講座「親鸞思想の解明」の講師を務める。（2017年10月現在、年9回開催中。[7]）
- 2012年（平成24年）2月1日、董理院の董理に任命される[3]。
- 2012年2月3日、学階銓衡会「講師銓衡会」が開催され、幡谷 明（大谷大学名誉教授）、安冨信哉（大谷大学特別任用教授）とともに「講師」を授与されることが決定する[3]。
- 2016年〜 中村元東方研究所講師[8]。

## 著書
注意
書籍名の前に著者名が無いものは、本多弘之著。共著の場合は、その共著者の名前と併記。
編集・講述と明記されている場合は「本多弘之 編」「本多弘之 講述」とした。
講述であっても書籍に本多弘之著と明記されている場合は本多弘之著としている。
書籍の順番は、可能な限り発行順。
- 『親鸞の救済観』　文栄堂、1975年。[9]
- 『微笑の素懐 - 親鸞の智恵』　文栄堂、1986年。[9]
- 本多弘之述、歎異の会編　『一心ノ華』全26巻、歎異の会、 1988 - 2008年。[9]
- 『はじめての親鸞』　草光舎、1989年。[NDL-OPAC 1]
- 『親鸞の鉱脈 - 清沢満之』　草光舎、1992年。[NDL-OPAC 2]
- 『親鸞の信念と思想に生きる:わが師 安田理深の道』　草光舎、1993年。[NDL-OPAC 3]
- 『はじめての親鸞』　草光舎、1993年、増補新版。[NDL-OPAC 4]
- 『親鸞に人生を聴く - 誕生から関東在住まで』　草光舎、1994年。[NDL-OPAC 5]
- 『続・親鸞に人生を聴く - 帰洛から往生まで』　草光舎、1995年。[NDL-OPAC 6]
- 『近代親鸞教学論』　草光舎、1995年。[NDL-OPAC 7]
- 『親鸞教学 - 曽我量深から安田理深へ』　法藏館、1998年。[NDL-OPAC 8]
- 『人間の大地に立つ - 親鸞の信について 』　草光舎、1998年。[NDL-OPAC 9]
- 『本多弘之講義集1 - 観念の闇』　歎異の会（滋賀県長浜市）、1998年。[9]
- 『値遇と自覚』　真宗大谷派名古屋別院教務部（東別院伝道叢書24）、1999年。[NDL-OPAC 10]
- 『如来の恩徳をうたう - 報恩講和讃』上、真宗大谷派名古屋別院教化事業部、2000年。[NDL-OPAC 11]
- 『本多弘之講義集3 - 理性の闇と宿業の明るみ』　歎異の会、2002年。[9]
- 『如来の恩徳をうたう - 報恩講和讃』下、真宗大谷派名古屋別院教化事業部、2003年。[NDL-OPAC 12]
- 『新講 教行信証 - 総序の巻』　草光舎、2003年。[NDL-OPAC 13] - 2016年9月改訂版発行。
- 本多弘之 述　『正信偈 - 現代に響くうた』第一巻、聖典学習会（正福寺）、2003年。[9]
- 『新講 教行信証 - 教巻』　草光舎、2004年。[NDL-OPAC 14]
- 本多弘之 述　『正信偈 - 現代に響くうた』第二巻、聖典学習会（正福寺）、2004年。[9]
- 『『一念多念文意』考究 - 二〇〇五年安居次講』　真宗大谷派宗務所出版部、2005年。[NDL-OPAC 15]
- 『新講 教行信証 - 行巻1』　草光舎、2006年。[NDL-OPAC 16]
- 『静かなる宗教的情熱 - 師の信を憶念して』　草光舎、2006年。[NDL-OPAC 17]
- 本多弘之 述　『正信偈 - 現代に響くうた』第三巻、聖典学習会（正福寺）、2006年。[9]
- 『浄土 その解体と再構築 - 濁世を超えて、濁世に立つ1』　樹心社、2007年。[NDL-OPAC 18]
- 『浄土 その響きと言葉 - 濁世を超えて、濁世に立つ2』　樹心社、2007年。[NDL-OPAC 19]
- 『浄土 大いなる場のはたらき - 濁世を超えて、濁世に立つ3』　樹心社、2007年。[NDL-OPAC 20]
- 本多弘之 述　『正信偈 - 現代に響くうた』第四巻、聖典学習会（正福寺）、2007年。[9]
- 本多弘之 講述、東京教区教学館 編　『尊号真像銘文講義』第一巻、真宗大谷派東京教務所、2007年。[9]
- 本多弘之 講述、東京教区教学館 編　『尊号真像銘文講義』第二巻、真宗大谷派東京教務所、2008年。[9]
- 『法蔵菩薩の誓願 - 大無量寿経講義』第一巻、法藏館、2008年。[NDL-OPAC 21]
- 『親鸞思想の原点 - 目覚めの原理としての回向』　法藏館、2008年。[NDL-OPAC 22]
- 本多弘之 講述、東京教区教学館 編　『尊号真像銘文講義』第三巻、真宗大谷派東京教務所、2009年。[9]
- 『浄土と阿弥陀仏 - 大無量寿経講義』第二巻、法藏館、2009年。[NDL-OPAC 23]
- 『人間成就の仏道 - 大無量寿経講義』第三巻、法藏館、2010年。[NDL-OPAC 24]
- 『現代と親鸞 - 現代都市の中で宗教的真理を生きる』　筑摩書房（シリーズ親鸞・第10巻）、2010年。[NDL-OPAC 25]
- 『根本言としての名号 - 二〇一〇年安居本講』　真宗大谷派宗務所出版部、2010年。[NDL-OPAC 26]
- 『親鸞に学ぶ信心と救い』　法藏館、2011年。[NDL-OPAC 27]
- 本多弘之、東京教区教化委員会広報部出版部門 編　『共存在の生産原理 -欲生心の僧伽-』　真宗大谷派東京教務所、2011年。[注釈 4][9]
- 『新講 教行信証 - 行巻2』　樹心社[10]、2011年。[NDL-OPAC 28]
- 『一念多念文意講讃』　法藏館、2012年。[NDL-OPAC 29]
- 『〈親鸞〉と〈悪〉 - われら極悪深重の衆生』　春秋社、2012年。[NDL-OPAC 30]
- 『新講 教行信証 - 行巻3』　樹心社、2013年。[NDL-OPAC 31]
- 本多弘之、東京教区教化委員会広報部出版部門 編　『根本言の意味開示』　真宗大谷派東京教務所、2013年。[注釈 5][9]
- 『新講 教行信証 - 行巻4』　樹心社、2014年。[NDL-OPAC 32]
- 『親鸞の名号論 - 根本言の動態的了解』　法藏館、2014年。[NDL-OPAC 33]
- 『新講 教行信証 - 行巻5』　樹心社、2014年。[NDL-OPAC 34]
- 『金剛信の獲得 - 二〇一五年安居本講』　東本願寺出版、2015年。[9]
- 『親鸞聖人のお念仏』　東本願寺出版、2015年。[9]
- 『親鸞教学 - 曽我量深から安田理深へ』　法藏館、2015年、増補版。[NDL-OPAC 35]
- 『新講 教行信証 - 行巻6』　樹心社、2016年。[NDL-OPAC 36]
- 『新講 教行信証 - 総序の巻』　樹心社、2016年、改訂版。[NDL-OPAC 37]
- 『新講 教行信証 - 行巻7』　樹心社、2017年。[NDL-OPAC 38]
- 『『教行信証』「信巻」の究明 - 如来回向の欲生心』　法藏館、2017年。[NDL-OPAC 39]

### 共著
- 本多弘之、寺川俊昭、安田理深 著　『親鸞に真実を求めて - 伝統に自己を聞く』　樹心社、2007年。[NDL-OPAC 40] - 本多の著作は「序分」と、安田理深二十五回忌記念講演の講述録「自己に背くもの」(P.13 - 42)である。
- 姜尚中、高村薫、鷲田清一、本多弘之 『日本人の度量 - 3・11で「生まれ直す」ための覚悟』　講談社（講談社＋α新書 239-2C）、2014年。[NDL-OPAC 41] - 本多の講述分は「第4章 本多弘之｢『五濁悪世』の時代をどう生きていったらいいのか｣」(P.159 - 206)である。
- 姜尚中、田口ランディ、本多弘之 『親鸞 いまを生きる』　朝日新聞出版（朝日新書 325）、2011年。[NDL-OPAC 42] - 本多の講述分は「第二章 自分を見据え、救済を感じる」(P.59 - 100)・「第四章 道ありと信ず」(P.137 - 174)・「最終章 3・11 東日本大震災を乗り越えて」悩み続ける人たちに(P.186 - 189)である。

### 監修・編集
- 本多弘之 編『他力救済の大道 - 清沢満之文集（現代語訳）』　草光舎、2000年。[NDL-OPAC 43] - 本多が編纂した清沢満之文集。現代語訳は森芳樹・森英子・高梨修・田中重光に依頼し、本多が監修したもの。「解説」(P.146 - 181)は本多による著作である。
- 本多弘之監修　『知識ゼロからの親鸞入門』　幻冬舎、2009年。[NDL-OPAC 44]
- 本多弘之編　『安田理深 唯識論講義』上巻、春秋社、2012年。[NDL-OPAC 45]
- 本多弘之編　『安田理深 唯識論講義』下巻、春秋社、2012年。[NDL-OPAC 46]

### 論文
- CiNii>本多弘之
- INBUDS>本多弘之